# Старо Село (Велика Плана)
Старо Село (ранији назив Стари Аџибеговац) је насеље у Србији у општини Велика Плана у Подунавском округу. Према попису из 2022. има 2292 становника (према попису из 2011. било је 2733 становника).
Овде се налазе Црква Светог Вазнесења у Старом Селу и Дом културе „Влада Марјановић” Старо Село.
На тромеђи Старог и Новог Аџибеговца и Марковца налазио се заселак Жаово, где је о дану св. Саве одржаван помен омладини убијеној у турско време, из освете за убиство Аџи-бега.
У фебруару 1940. догодила се једна велика поплава у селу.

## Демографија
У насељу Старо Село живи 2440 пунолетних становника, а просечна старост становништва износи 41,9 година (41,0 код мушкараца и 42,8 код жена). У насељу има 939 домаћинстава, а просечан број чланова по домаћинству је 3,21.
Ово насеље је великим делом насељено Србима (према попису из 2002. године), а у последња три пописа, примећен је пад у броју становника.
|  |

| Демографија | Демографија | Демографија |
| Година      | Становника  | Становника  |
| ----------- | ----------- | ----------- |
| 1948.       | 3.718       |             |
| 1953.       | 3.825       |             |
| 1961.       | 3.867       |             |
| 1971.       | 3.925       |             |
| 1981.       | 4.114       |             |
| 1991.       | 3.692       | 3.251       |
| 2002.       | 3.022       | 3.604       |
| 2011.       | 2.733       |             |
| 2022.       | 2.292       |             |

| Етнички састав према попису из 2002.‍ | Етнички састав према попису из 2002.‍ | Етнички састав према попису из 2002.‍ | Етнички састав према попису из 2002.‍ | Етнички састав према попису из 2002.‍ |
| ------------------------------------ | ------------------------------------ | ------------------------------------ | ------------------------------------ | ------------------------------------ |
|                                      |                                      |                                      |                                      |                                      |
| Срби                                 | Срби                                 |                                      | 2.936                                | 97,15%                               |
| Власи                                | Власи                                |                                      | 32                                   | 1,05%                                |
| Роми                                 | Роми                                 |                                      | 11                                   | 0,36%                                |
| Југословени                          | Југословени                          |                                      | 10                                   | 0,33%                                |
| Црногорци                            | Црногорци                            |                                      | 7                                    | 0,23%                                |
| Румуни                               | Румуни                               |                                      | 7                                    | 0,23%                                |
| Хрвати                               | Хрвати                               |                                      | 3                                    | 0,09%                                |
| Бугари                               | Бугари                               |                                      | 2                                    | 0,06%                                |
| непознато                            | непознато                            |                                      | 10                                   | 0,33%                                |

| Година пописа     | 1948. | 1953. | 1961. | 1971. | 1981. | 1991. | 2002. |
| ----------------- | ----- | ----- | ----- | ----- | ----- | ----- | ----- |
| Број домаћинстава | 900   | 928   | 1.010 | 1.033 | 1.079 | 1.036 | 939   |

| Број чланова      | 1   | 2   | 3   | 4   | 5   | 6  | 7  | 8  | 9 | 10 и више | Просек |
| ----------------- | --- | --- | --- | --- | --- | -- | -- | -- | - | --------- | ------ |
| Број домаћинстава | 186 | 242 | 130 | 156 | 100 | 78 | 28 | 12 | 2 | 5         | 3,21   |

| Пол    | Укупно | Неожењен/Неудата | Ожењен/Удата | Удовац/Удовица | Разведен/Разведена | Непознато |
| ------ | ------ | ---------------- | ------------ | -------------- | ------------------ | --------- |
| Мушки  | 1.239  | 304              | 816          | 66             | 52                 | 1         |
| Женски | 1.322  | 201              | 825          | 261            | 34                 | 1         |
| УКУПНО | 2.561  | 505              | 1.641        | 327            | 86                 | 2         |

| Пол    | Укупно                    | Пољопривреда, лов и шумарство | Рибарство                            | Вађење руде и камена | Прерађивачка индустрија       |
| ------ | ------------------------- | ----------------------------- | ------------------------------------ | -------------------- | ----------------------------- |
| Мушки  | 668                       | 213                           | 0                                    | 3                    | 129                           |
| Женски | 360                       | 151                           | 0                                    | 0                    | 57                            |
| УКУПНО | 1.028                     | 364                           | 0                                    | 3                    | 186                           |
| Пол    | Производња и снабдевање   | Грађевинарство                | Трговина                             | Хотели и ресторани   | Саобраћај, складиштење и везе |
| Мушки  | 17                        | 107                           | 51                                   | 12                   | 76                            |
| Женски | 5                         | 4                             | 42                                   | 19                   | 6                             |
| УКУПНО | 22                        | 111                           | 93                                   | 31                   | 82                            |
| Пол    | Финансијско посредовање   | Некретнине                    | Државна управа и одбрана             | Образовање           | Здравствени и социјални рад   |
| Мушки  | 0                         | 3                             | 19                                   | 13                   | 10                            |
| Женски | 2                         | 2                             | 5                                    | 18                   | 41                            |
| УКУПНО | 2                         | 5                             | 24                                   | 31                   | 51                            |
| Пол    | Остале услужне активности | Приватна домаћинства          | Екстериторијалне организације и тела | Непознато            | Непознато                     |
| Мушки  | 6                         | 0                             | 0                                    | 9                    | 9                             |
| Женски | 4                         | 0                             | 0                                    | 4                    | 4                             |
| УКУПНО | 10                        | 0                             | 0                                    | 13                   | 13                            |